# Campeonato Chileno de Futebol de 2016 Clausura
O Campeonato Chileno de Futebol de 2016 Clausura (oficialmente Campeonato Nacional «Scotiabank» de Primera División de la Asociación Nacional de Fútbol Profesional de Chile 2016) foi a 98ª edição do campeonato do futebol do Chile. Em turno único os 18 clubes jogam todos contra todos, mas somente em jogos de Volta (a Ida é no Apertura). O campeão do Clausura é classificado para a Copa Libertadores da América de 2017. Os outros dois classificados são o campeão do apertura (como estão no calendário "europeu" a Apertura é no segundo semestre do ano, sendo que a Clausura é no primeiro semestre do ano seguinte) e o vencedor da Copa Chile 2016. Para a Copa Sul-Americana de 2016 eram classificados os dois melhores de uma ligilla baseada nos melhores colocados do apertura, além dos dois melhores da tabela que não foram para a Libertadores. Os dois últimos colocados da tabela anual (incluindo a pontuação do apertura) são rebaixados diretamente para a Campeonato Chileno de Futebol - Segunda Divisão.

## Participantes
| Equipe                                   | Cidade                                                   | Região                           | No ano anterior       | Estádio                                  | Capacidade | Títulos                                               | Participações |
| ---------------------------------------- | -------------------------------------------------------- | -------------------------------- | --------------------- | ---------------------------------------- | ---------- | ----------------------------------------------------- | ------------- |
| Club Social y Deportivo Colo-Colo        | Macul                                                    | Região Metropolitana de Santiago | Campeão               | Estádio Monumental David Arellano        | 47.017     | 31 (Último em 2015 Apertura)                          | 98            |
| Club Deportivo Universidad Católica      | Las Condes                                               | Região Metropolitana de Santiago | Vice Campeão          | Estádio San Carlos de Apoquindo          | 20.000     | 11 (último em 2010)                                   | 89            |
| Club Deportivo Palestino                 | La Cisterna                                              | Região Metropolitana de Santiago | Quarto Lugar          | Estádio Municipal de La Cisterna         | 12.000     | 2 (1955, 1978)                                        | 76            |
| Club Universidad de Chile                | Santiago                                                 | Região Metropolitana de Santiago | Décimo Primeiro Lugar | Estádio Nacional de Chile                | 55.100     | 17 (último em 2014 Apertura)                          | 91            |
| Club Deportivo Huachipato                | Talcahuano                                               | Região de Bío-Bío                | Décimo Segundo Lugar  | Estádio Las Higueras                     | -----      | 2 (1974, 2012 Clausura )                              | 56            |
| Audax Italiano La Florida                | La Florida                                               | Região Metropolitana de Santiago | Quinto Lugar          | Estádio Municipal de La Florida          | 12.000     | 4 (1936, 1946, 1948, 1957)                            | 84            |
| Unión Española                           | Independencia                                            | Região Metropolitana de Santiago | Sexto Lugar           | Estádio Santa Laura                      | 22.375     | 7 (1943, 1951, 1973, 1975, 1978, 2005 Apertura, 2013) | 96            |
| Club Deportes Cobresal                   | Localidade de El Salvador, na comuna de Diego de Almagro | Região de Atacama                | Nono Lugar            | Estádio El Cobre                         | 8.000      | 1 (2015 Clausura)                                     | 38            |
| O'Higgins Fútbol Club                    | Rancagua                                                 | Região de O'Higgins              | Sétimo Lugar          | Estádio El Teniente                      | 14.550     | 1 (2013 Apertura)                                     | 59            |
| Club de Deportes Santiago Wanderers      | Valparaíso                                               | Região de Valparaíso             | Oitavo Lugar          | Estádio Elías Figueroa Brander           | 23.000     | 3 (1958, 1968, 2001)                                  | 69            |
| Club de Deportes Iquique                 | Iquique                                                  | Região de Tarapacá               | Décimo Terceiro Lugar | Estádio Municipal de Iquique             | -----      | 0 (não possui)                                        | 26            |
| Club de Deportes Unión La Calera         | La Calera                                                | Região de Valparaíso             | Décimo Quarto Lugar   | Estádio Municipal Nicolás Chahuán Nazar  | 10.000     | 0 (não possui)                                        | 24            |
| Club de Deportes Antofagasta             | Antofagasta                                              | Região de Antofagasta            | Décimo Sexto Lugar    | Estádio Regional de Antofagasta          | 26.339     | 0 (não possui)                                        | 34            |
| Club Deportivo Universidad de Concepción | Concepción                                               | Região de Bío-Bío                | Terceiro Lugar        | Estádio Municipal de Concepción          | 35.000     | 0 (não possui)                                        | 24            |
| Club Deportivo San Marcos de Arica       | Arica                                                    | Região de Arica e Parinacota     | Décimo Lugar          | Estádio Carlos Dittborn                  | 10.000     | 0 (não possui)                                        | 7             |
| Club Deportivo San Luis                  | Quillota                                                 | Região de Valparaíso             | Décimo Quinto Lugar   | Estádio Municipal Lucio Fariña Fernández | 7.500      | 0 (não possui)                                        | 19            |

## Campeão
| Campeão Chileno 2016 - Clausura                                       |
| --------------------------------------------------------------------- |
| Club Deportivo Universidad Católica (Las Condes) (11º título) Campeão |